# Harm Willms

Harm Willms

Harm Willms, auch Willems geschrieben (* 31. Oktober 1822 in Ihrhove; † 2. August 1893 in Weener), war ein baptistischer Geistlicher und  Missionar, der zur Gründergeneration des deutschen Baptismus gehörte und als theologischer Autodidakt sowie Schriftsteller einen maßgeblichen Einfluss auf die seinerzeit junge freikirchliche Bewegung hatte. Seine katechetische und schriftstellerische Begabung führte dazu, dass er als Theologe im Bauernrock bezeichnet wurde.

## Leben
Harm Willms übte in Ihrhove den Beruf eines Landwirts aus. Auch nach seiner Bestellung zum Pastor der Baptistengemeinde Ihren verdiente er seinen Lebensunterhalt in seinem bäuerlichen Betrieb. An theologischen Fragen war er schon in seiner Jugendzeit interessiert. Eine intensive Hinwendung zum christlichen Glauben erfolgte allerdings erst in späteren Jahren. Entscheidender Impuls dabei war die Lektüre von Martin Luthers Einleitung in den Römerbrief, die Willms zunächst in innere Glaubenskämpfe stürzte. Bei Drescharbeiten auf der Diele seines Bauernhofes kam es zum Durchbruch. In seinen Lebenserinnerungen berichtete Willms, dass er den Dreschflegel weggeworfen und in großer Freude ausgerufen habe: "Nun weiß ich, dass Jesus auch mein Erlöser ist!"
Seine weitere Suche brachte ihn in Kontakt mit der Ihrener Baptistengemeinde. Dort empfing er am 21. September 1853 die Gläubigentaufe. Zwei Jahre später wurde er zum Diakon berufen. Im Jahr 1858 wählte die Gemeinde ihn zu ihrem Ältesten und Prediger. Dieses Amt hatte er bis zu seinem Tod inne. Die Gemeinde wuchs während seiner Dienstzeit auf 428 Mitglieder, die sich an 9 Gottesdienstorten mit vielen Freunden versammelte. Fünf Kirchengebäude entstanden innerhalb dieses Zeitraums. Außer Willms waren auf dem Gemeindegebiet vier Reiseprediger und drei so genannte Missionsgehülfen tätig. 
Neben seinem missionarischen Engagement wirkte Harm Willms vor allem als Lehrer. Sein theologisches Wissen, das ihm auch von Gegnern bescheinigt wurde, erwarb er sich durch ein permanentes autodidaktisches Studium. Kern seiner Theologie war die reformatorische Lehre von der Rechtfertigung des Sünders allein durch Glauben. Johann Gerhard Oncken, der Begründer des deutschen Baptismus, hielt ihn für einen „geborenen Theologen“ und wollte ihn als Lehrer an die damals neu gegründete Missionsschule in Hamburg berufen. Willms jedoch lehnte ab. 
Bekanntheit – auch über die Grenzen seiner eigenen Konfession hinaus – erwarb sich Harm Willms durch die Herausgabe von apologetischen Schriften, in denen er vor allem die Taufe und damit zusammenhängende ekklesiologische Fragen behandelte. Anlass zu seinen Schriften waren in der Regel polemische Darstellungen des baptistischen Taufverständnisses, die in der lutherischen, reformierten und altreformierten Presse erschienen. Durch seine schriftstellerische Tätigkeit trug Willms wesentlich zur Ausbreitung des Baptismus in Ostfriesland und den angrenzenden Niederlanden bei.
Harm Willms verstarb nach längerer Krankheit im Krankenhaus Weener.

## Werke in Auswahl
- De Kinderdoop de Gereformeerden. Leer 1863.